# Polystichum × hagenahii
Polystichum × hagenahii là một loài dương xỉ trong họ Dryopteridaceae. Loài này được Cody mô tả khoa học đầu tiên năm 1968.
Danh pháp khoa học của loài này chưa được làm sáng tỏ. 